# John Wallop

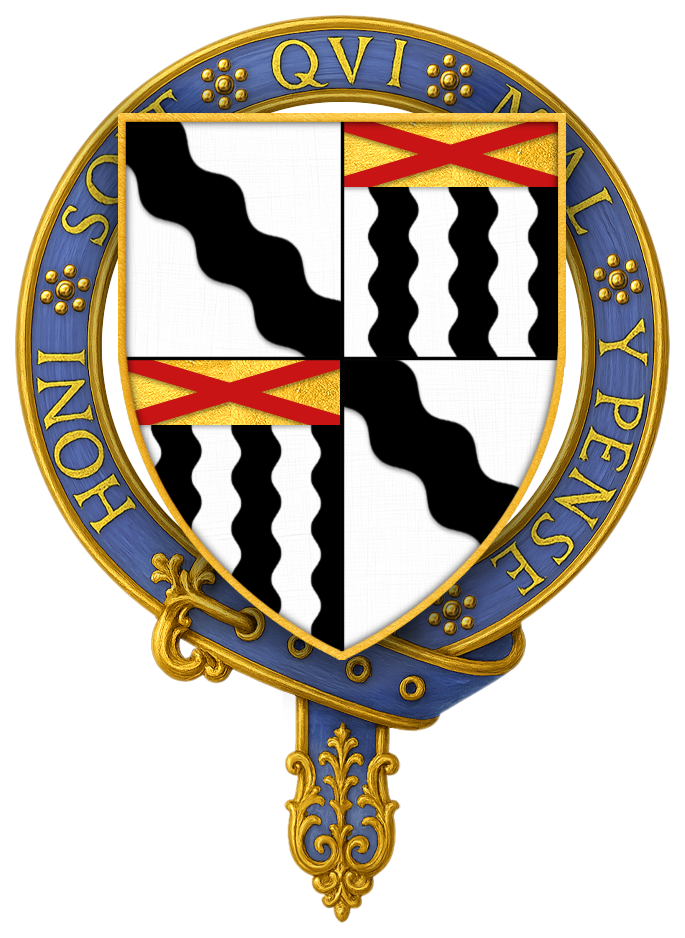
Blasone di sir John Wallop

Sir John Wallop (1490 ? – 13 luglio 1551) è stato un nobile, militare e diplomatico inglese appartenente a un'antica famiglia dello Hampshire, proveniente dalla città di Farleigh Wallop.

## Biografia
Scelta la professione delle armi, comandò alcune navi che presero parte alla guerra tra Inghilterra e Francia nel 1513 e 1514, passando poi al servizio del re del Portogallo contro Mori, e combattendo per il suo sovrano in Irlanda e in Francia.
Dopo che la flotta francese bruciò Brighton nel 1513, Enrico VIII ordinò a Sir John Wallop di riprendere le razzie. Sir John inviò la sua flotta in Normandia, con 800 uomini, dove razziò 21 villaggi distruggendo diversi porti, e alcune navi francesi nei porti di Port Staples e Fraport.
Nel 1526 Wallop iniziò la carriera diplomatica, essendo stato inviato in missione in Germania da Enrico VIII, e nel periodo 1532-1541 fu a Parigi e altrove in Francia come rappresentante del re inglese.
Ricoprì diverse altre cariche pubbliche, compresa quella di luogotenente di Calais, prima del gennaio 1541, quando fu improvvisamente arrestato con l'accusa di tradimento; il suo reato, tuttavia, non era grave, e nello stesso anno fu nominato capitano di Guînes. Nel 1543 guidò una piccola forza a supporto di Carlo V nella sua invasione della Francia, e rimase al suo posto a Guînes fino alla sua morte.
Per i suoi servigi venne insignito dell'Ordine della Giarrettiera.